# Castelo Ardvreck

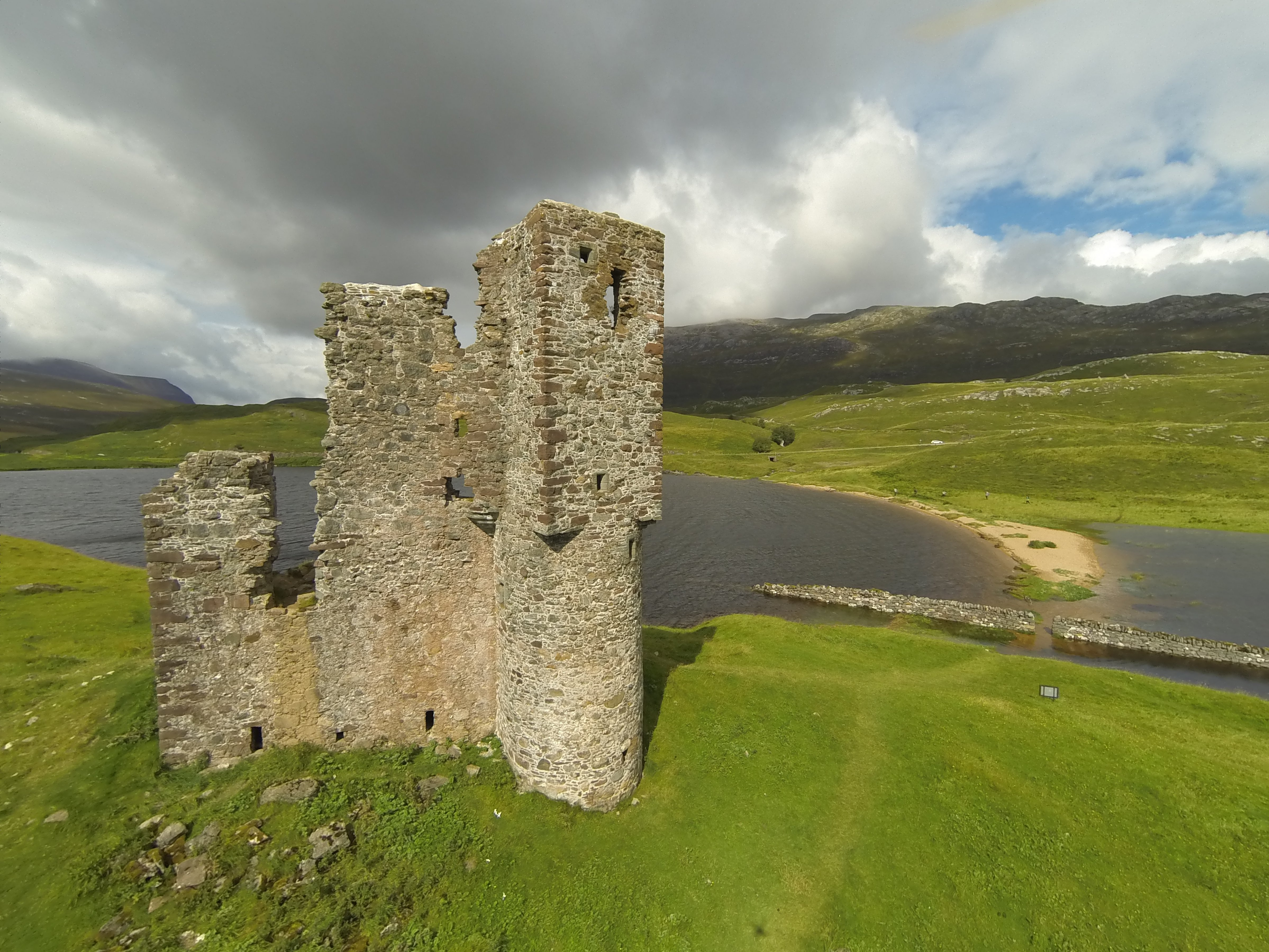
Castelo Ardvreck, Escócia.

O Castelo Ardvreck (em língua inglesa Ardvreck Castle) é um castelo localizado em Assynt, Highland, Escócia.
O castelo foi protegido na categoria B do listed building, em 18 de março de 1971.
Supostamente construído no fim do século 16, este castelo quase foi totalmente consumido pelo fogo em 1737, apesar de estar tão próximo do lago Assynt, na Escócia.